# میش‌مرغ‌ریختان

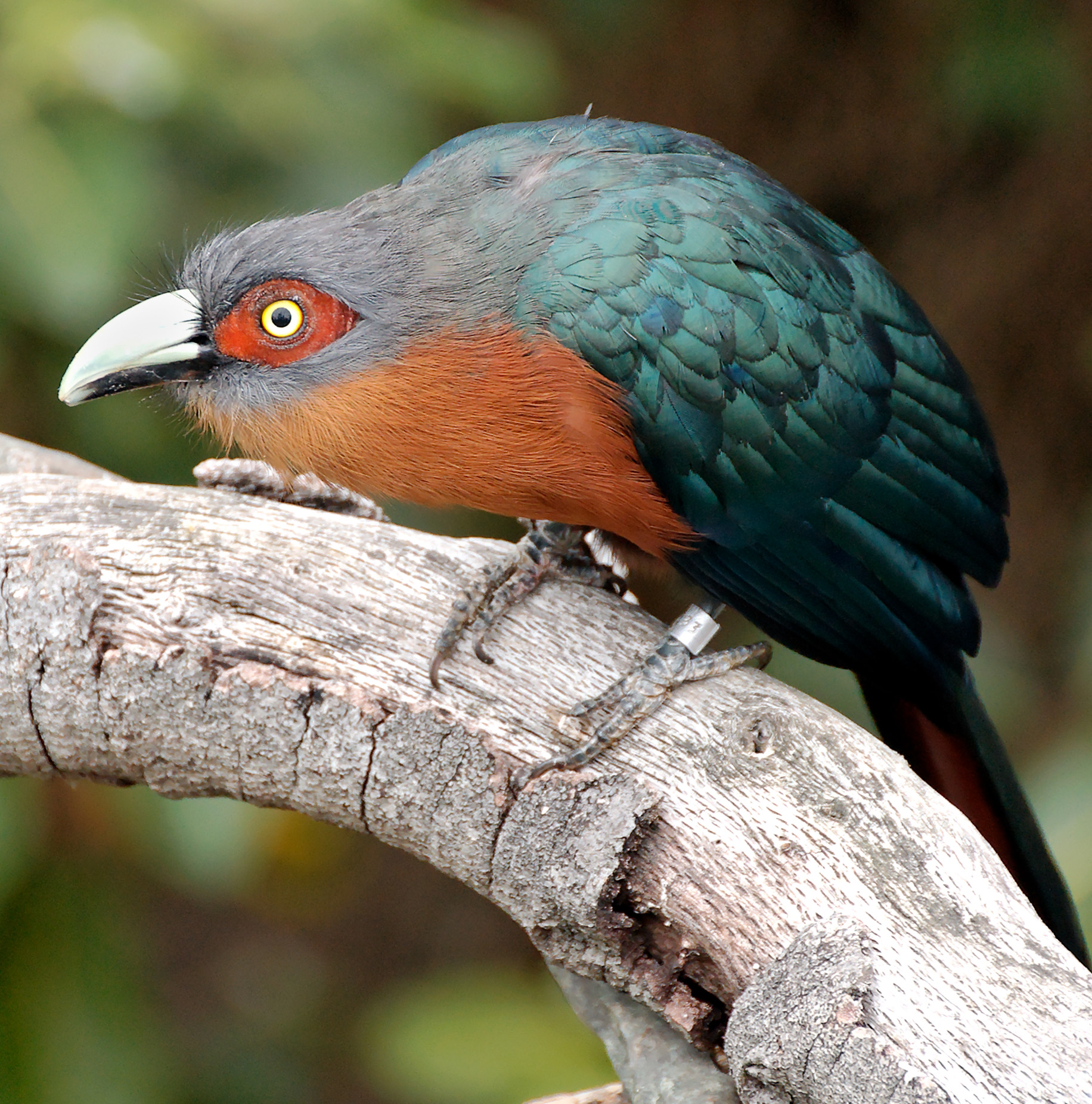
یک میش‌مرغ‌ریخت سینه‌بلوطی

میش‌مرغ‌ریختان (انگلیسی: Otidimorphae) کلادی است از پرندگان که شامل کوکوسانان (Cuculiformes)، موزخوارسانان (Musophagiformes) و میش‌مرغ‌سانان (Otidiformes) می‌شود.
این کلاد در سال ۲۰۰۴ و در نتیجه تحلیل ژنوم مشخص شد. در حالی که به نظر می‌آید هوبره‌ها خویشاوند موزخوارها باشند، دیگر مطالعات ژنتیک نشان می‌دهد که نسبت خویشاوندی هوبره‌ها و کوکوها به هم نزدیک‌تر است تا نسبت خویشاوندی هر دو با موزخوارها.